# La Trinité, Alpes-Maritimes
La Trinité är en kommun i departementet Alpes-Maritimes i regionen Provence-Alpes-Côte d'Azur i sydöstra Frankrike. Kommunen ligger  i kantonen Nice 13e Canton som ligger i arrondissementet Nice. År 2022 hade La Trinité 10 485 invånare.

## Befolkningsutveckling
Antalet invånare i kommunen La Trinité
Referens: INSEE